# Hervé Le Guyader
Pour les articles homonymes, voir Guyader.
Hervé Le Guyader, né le 31 mai 1948, est un biologiste français, professeur de biologie évolutive à l'université Pierre-et-Marie-Curie (Paris VI) et ancien directeur du laboratoire Systématique, Adaptation, Évolution (UMR 7138) (2003-2013), et de l'école doctorale de Diversité du vivant.

## Travail
Son ouvrage Classification phylogénétique du vivant, publié pour la première fois en 2001 et coécrit avec Guillaume Lecointre (professeur au Muséum national d'histoire naturelle), a pour but de rendre compréhensibles les nouveaux systèmes de classification des organismes vivants (notamment la classification phylogénétique), comblant ainsi une lacune dans le monde de l'édition, en s'adressant aussi bien aux spécialistes du sujet qu'aux enseignants ou aux amateurs.
En tant que naturaliste de terrain, Le Guyader a participé à l'expédition Santo 2006 comme codirecteur.
Hervé Le Guyader s’est intéressé à l’histoire des théories de l’évolution, de la systématique, de l’anatomie et de l’embryologie comparées.